# آدلا نوریگا
آدلا نوریگا (انگلیسی: Adela Noriega؛ زادهٔ ۲۴ اکتبر ۱۹۶۹) هنرپیشه اهل مکزیک است.
او فعالیت حرفه‌ای خود را در عرصه بازیگری از سال ۱۹۸۳ آغاز کرد.